# Карл Турманн
Карл Турманн (нім. Karl Thurmann; 4 вересня 1909, Мюльгайм — 20 січня 1943, Атлантичний океан) — німецький офіцер-підводник, корветтен-капітан крігсмаріне. Кавалер Лицарського хреста Залізного хреста.

## Біографія
У квітні 1928 року вступив на флот. Служив на легких крейсерах «Емден» і «Кельн», а також в береговій артилерії. У квітні 1940 року переведений в підводний флот. 23 грудня 1940 року призначений командиром підводного човна U-553 (Тип VII-C), на якому зробив 10 походів (провівши в морі в цілому 339 днів), в основному в Північну Атлантику, в Карибське море і до східного узбережжя США. 16 січня 1943 року вийшов у свій останній похід з Лапалісса. 20 січня 1943 року човен і 47 членів екіпажу зникли безвісти.
Всього за час бойових дій потопив 13 суден загальною водотоннажністю 62 315 тонн і пошкодив 2 судна водотоннажністю 15 273 тонни.
| Дата           | Назва корабля                 | Тип               | Тоннаж | Вантаж                                                                                           | Екіпаж | Загинули | Країна             | Конвой |
| -------------- | ----------------------------- | ----------------- | ------ | ------------------------------------------------------------------------------------------------ | ------ | -------- | ------------------ | ------ |
| 12 червня 1941 | Susan Mærsk                   | Торговий пароплав | 2,355  | Баласт                                                                                           | 24     | 24       | Британська імперія | OG-64  |
| 12 червня 1941 | Ranella                       | Паровий танкер    | 5,590  | Баласт                                                                                           | 29     | 0        | Норвегія           | OG-64  |
| 15 жовтня 1941 | Silvercedar                   | Торговий теплохід | 4,354  | 7300 тонн генеральних вантажів і сталі, включаючи невеликі цистерни і палубний вантаж (3 літаки) | 47     | 21       | Британська імперія | SC-48  |
| 15 жовтня 1941 | Ila                           | Торговий пароплав | 1,583  | 2070 тонн сталі і генеральних вантажів                                                           | 21     | 14       | Норвегія           | SC-48  |
| 17 жовтня 1941 | «Гладіолус»                   | Корвет            | 925    |                                                                                                  | 65     | 65       | Британська імперія | SC-48  |
| 15 січня 1942  | Diala (пошкоджений)           | Тепловий танкер   | 8,106  | Баласт                                                                                           | 65     | 57       | Британська імперія | ON-52  |
| 22 січня 1942  | Innerøy                       | Тепловий танкер   | 8,260  | 11000 тонн бензину                                                                               | 41     | 36       | Норвегія           |        |
| 12 травня 1942 | Nicoya                        | Торговий пароплав | 5,364  | 3800 тонн генеральних вантажів, включаючи літаки                                                 | 88     | 6        | Британська імперія |        |
| 12 травня 1942 | Leto                          | Торговий пароплав | 4,712  | Зерно                                                                                            | 53     | 12       | Нідерланди         |        |
| 2 червня 1942  | Mattawin                      | Торговий теплохід | 6,919  | 7786 тонн військових товарів, включаючи 13 літаків                                               | 71     | 0        | Британська імперія |        |
| 3 серпня 1942  | Belgian Soldier (пошкоджений) | Торговий пароплав | 7,167  |                                                                                                  | 60     | 21       | Бельгія            | ON-115 |
| 18 серпня 1942 | Empire Bede                   | Торговий теплохід | 6,959  | Бавовна                                                                                          | 45     | 2        | Британська імперія | TAW-13 |
| 18 серпня 1942 | Blankaholm                    | Торговий теплохід | 2,845  | 4339 тонн бокситів                                                                               | 28     | 5        | Швеція             | TAW-13 |
| 18 серпня 1942 | John Hancock                  | Торговий пароплав | 7,176  | 10517 тонн цукру                                                                                 | 49     | 0        | США                | TAW-13 |
| 9 грудня 1942  | Charles L.D.                  | Торговий теплохід | 5,273  | 6517 тонн генеральних вантажів                                                                   | 48     | 36       | Британська імперія | HX-217 |

## Звання
- Морський кадет (10 жовтня 1928)
- Фенріх-цур-зее (1 січня 1930)
- Оберфенріх-цур-зее (1 квітня 1932)
- Лейтенант-цур-зее (1 жовтня 1932)
- Оберлейтенант-цур-зее (1 вересня 1934)
- Капітан-лейтенант (1 червня 1937)
- Корветтен-капітан (1 серпня 1942)

## Нагороди
- Медаль «За вислугу років у Вермахті» 4-го і 3-го класу (12 років)
- Медаль «У пам'ять 1 жовтня 1938»
- Залізний хрест
  - 2-го класу (21 липня 1941)
  - 1-го класу (23 жовтня 1941)
- Нагрудний знак підводника (23 жовтня 1941)
- Відзначений у Вермахтберіхт
  - «Човни під командуванням капітан-лейтенантів Турманна, Вюрдеманна і Фолькерса відзначилися успіхом в американських водах.» (22 травня 1942)
- Лицарський хрест Залізного хреста (24 серпня 1942)